# Santa Teresa (La Pampa)
Santa Teresa ou Colônia Santa Teresa é um município do departamento Guatraché da província de La Pampa, na Argentina.

## Origem
Foi fundada em 15 de outubro de 1921 por uma comissão integrada por:
- Alejandro Rost
- Jacobo Duckardt
- Miguel Schroh
- Enrique Holzmann
- Andrés Rau
- Juan Loos
- Miguel Loos
- Jorge Schwab
- Miguel Rost
- Juan Sprecht
- Salomón Koenig
- Juan Pedro Kette
- Pedro Prost

A população do município é descendente de alemães do Volga.